# Cap Helles
Le cap Helles (du grec « de Hellé » ; en turc : Mehmetçik burnu) est un promontoire rocheux, situé sur la pointe sud-ouest de la péninsule de Gallipoli, en Turquie. Il marque, avec le village de Kumkale situé en Asie, la limite entre les mers Égée et de Marmara. Dans le cadre de la Première Guerre mondiale, il a été le théâtre de violents combats entre les troupes ottomanes et britanniques au début de la bataille de Gallipoli en 1915.
Il est maintenant le site de l'un des principaux monuments de la bataille, le mémorial Helles (en), entretenu par la Commonwealth War Graves Commission, en particulier à la mémoire de ceux qui faisaient partie des forces britanniques et indiennes (plutôt que des forces australiennes et néo-zélandaises), qui ont combattu ici et qui n'ont pas de sépulture connue.